# Turchia all'Eurovision Song Contest
La Turchia ha partecipato all'Eurovision Song Contest per la prima volta nel 1975. Ha vinto la manifestazione nel 2003, e dall'introduzione delle semifinali è sempre arrivata in finale fino al 2010. L'anno dopo si ferma per la prima volta in semifinale, per poi conquistare l'anno dopo un settimo posto. È assente dal 2013 in disaccordo con alcune regole dell'ESC su voto e presenza di alcuni paesi direttamente in finale. Conferma provvisoriamente il suo ritorno nell'edizione 2016 per poi annunciare definitivamente, mesi dopo, che il Paese sarà nuovamente assente alla rassegna: nelle edizioni del 2016 e 2019, peraltro, il cantante turco Serhat ha preso parte alla competizione come rappresentante per San Marino.

## Partecipazioni
- Primo posto
- Secondo posto
- Terzo posto
- Ultimo posto

| Anno                                    | Artista                                   | Canzone                        | Lingua         | Posizione       | Posizione       | Posizione                | Posizione                |
| Anno                                    | Artista                                   | Canzone                        | Lingua         | Finale          | Punti           | Semi                     | Punti                    |
| --------------------------------------- | ----------------------------------------- | ------------------------------ | -------------- | --------------- | --------------- | ------------------------ | ------------------------ |
| 1975                                    | Semiha Yankı                              | Seninle bir dakika             | Turco          | 19º             | 3               | Niente semifinali        | Niente semifinali        |
| Nessuna partecipazione dal 1976 al 1977 |                                           |                                |                |                 |                 | Niente semifinali        | Niente semifinali        |
| 1978                                    | Nilüfer & Grup Nazar                      | Sevince                        | Turco          | 18º             | 2               | Niente semifinali        | Niente semifinali        |
| 1979                                    | Maria Rita Epik & Grup 21                 | Seviyorum                      | Turco          | Ritirata        | Ritirata        | Niente semifinali        | Niente semifinali        |
| 1980                                    | Ajda Pekkan                               | Petrol                         | Turco          | 15º             | 23              | Niente semifinali        | Niente semifinali        |
| 1981                                    | Modern Folk Üçlüsü & Ayşegül Aldinç       | Dönme dolap                    | Turco          | 18º             | 9               | Niente semifinali        | Niente semifinali        |
| 1982                                    | Neco                                      | Hani?                          | Turco          | 15º             | 20              | Niente semifinali        | Niente semifinali        |
| 1983                                    | Çetin Alp & The Short Waves               | Opera                          | Turco          | 19º             | 0               | Niente semifinali        | Niente semifinali        |
| 1984                                    | Beş Yıl Önce, On Yıl Sonra                | Halay                          | Turco          | 12º             | 37              | Niente semifinali        | Niente semifinali        |
| 1985                                    | MFÖ                                       | Aşık oldum (di day di day day) | Turco          | 14º             | 36              | Niente semifinali        | Niente semifinali        |
| 1986                                    | Klips ve Onlar                            | Halley                         | Turco          | 9º              | 53              | Niente semifinali        | Niente semifinali        |
| 1987                                    | Seyyal Taner & Grup Lokomotif             | Şarkım sevgi üstüne            | Turco          | 22º             | 0               | Niente semifinali        | Niente semifinali        |
| 1988                                    | MFÖ                                       | Sufi                           | Turco          | 15º             | 37              | Niente semifinali        | Niente semifinali        |
| 1989                                    | Pan                                       | Bana bana                      | Turco          | 21º             | 5               | Niente semifinali        | Niente semifinali        |
| 1990                                    | Kayahan                                   | Gözlerinin hapsindeyim         | Turco          | 17º             | 21              | Niente semifinali        | Niente semifinali        |
| 1991                                    | İzel Çeliköz, Reyhan Karaca & Can Uğurlür | İki dakika                     | Turco          | 12º             | 44              | Niente semifinali        | Niente semifinali        |
| 1992                                    | Aylin Vatankoş                            | Yaz bitti                      | Turco          | 19º             | 17              | Niente semifinali        | Niente semifinali        |
| 1993                                    | Burak Aydos                               | Esmer yarim                    | Turco          | 21º             | 10              | Niente semifinali        | Niente semifinali        |
| Nessuna partecipazione nel 1994         |                                           |                                |                |                 |                 | Niente semifinali        | Niente semifinali        |
| 1995                                    | Arzu Ece                                  | Sev                            | Turco          | 16º             | 21              | Niente semifinali        | Niente semifinali        |
| 1996                                    | Şebnem Paker                              | Beşinci mevsim                 | Turco          | 12º             | 57              | 7º                       | 69                       |
| 1997                                    | Şebnem Paker & Grup Etnik                 | Dinle                          | Turco          | 3º              | 121             | Niente semifinali        | Niente semifinali        |
| 1998                                    | Tüzmen                                    | Unutamazsın                    | Turco          | 14º             | 25              | Niente semifinali        | Niente semifinali        |
| 1999                                    | Tuğba Önal & Grup Mıstık                  | Dön artık                      | Turco          | 16º             | 21              | Niente semifinali        | Niente semifinali        |
| 2000                                    | Pınar Ayhan & the S.O.S.                  | Yorgunum anla                  | Turco, inglese | 10º             | 59              | Niente semifinali        | Niente semifinali        |
| 2001                                    | Sedat Yüce                                | Sevgiliye son                  | Turco, inglese | 11º             | 41              | Niente semifinali        | Niente semifinali        |
| 2002                                    | Buket Bengisu & Grup Safir                | Leylaklar soldu kalbinde       | Turco, inglese | 16º             | 29              | Niente semifinali        | Niente semifinali        |
| 2003                                    | Sertab Erener                             | Everyway That I Can            | Inglese        | 1º              | 167             | Niente semifinali        | Niente semifinali        |
| 2004                                    | Athena                                    | For Real                       | Inglese        | 4º              | 195             | Paese ospitante          | Paese ospitante          |
| 2005                                    | Gülseren                                  | Rimi rimi ley                  | Turco          | 13º             | 92              | Top 12 l'anno precedente | Top 12 l'anno precedente |
| 2006                                    | Sibel Tüzün                               | Süperstar                      | Turco, inglese | 11º             | 91              | 8º                       | 91                       |
| 2007                                    | Kenan Doğulu                              | Shake It Up şekerim            | Inglese        | 4º              | 163             | 3º                       | 197                      |
| 2008                                    | Mor ve Ötesi                              | Deli                           | Turco          | 7º              | 138             | 7º                       | 85                       |
| 2009                                    | Hadise                                    | Düm Tek Tek                    | Inglese        | 4º              | 177             | 2º                       | 172                      |
| 2010                                    | maNga                                     | We Could Be the Same           | Inglese        | 2º              | 170             | 1º                       | 118                      |
| 2011                                    | Yüksek Sadakat                            | Live It Up                     | Inglese        | Non qualificata | Non qualificata | 13º                      | 47                       |
| 2012                                    | Can Bonomo                                | Love Me Back                   | Inglese        | 7º              | 112             | 5º                       | 80                       |
| Nessuna partecipazione dal 2013 al 2025 |                                           |                                |                |                 |                 |                          |                          |

Note:
- Se un paese vince l'edizione precedente, non deve competere nelle semifinali nell'edizione successiva. Inoltre, dal 2004 al 2007, i primi dieci paesi che non erano membri dei Big 4 non dovevano competere nelle semifinali nell'edizione successiva. Se, ad esempio, Germania e Francia si collocavano tra i primi dieci, i paesi che si erano piazzati all'11º e al 12º posto avanzavano alla serata finale dell'edizione successiva insieme al resto della top 10.

## Statistiche di voto
Fino al 2012, le statistiche di voto della Turchia sono:
| # | Stato                | Punti |
| - | -------------------- | ----- |
| 1 | Bosnia ed Erzegovina | 129   |
| 2 | Regno Unito          | 126   |
| 3 | Irlanda              | 119   |
| 4 | Spagna               | 118   |
| 5 | Germania             | 86    |

| # | Stato       | Punti |
| - | ----------- | ----- |
| 1 | Germania    | 170   |
| 2 | Francia     | 151   |
| 3 | Paesi Bassi | 132   |
| 4 | Belgio      | 108   |
| 5 | Svizzera    | 104   |

| # | Stato                | Punti |
| - | -------------------- | ----- |
| 1 | Bosnia ed Erzegovina | 175   |
| 2 | Regno Unito          | 126   |
| 3 | Irlanda              | 124   |
| 4 | Spagna               | 118   |
| 5 | Svezia               | 97    |

| # | Stato       | Punti |
| - | ----------- | ----- |
| 1 | Germania    | 208   |
| 2 | Francia     | 190   |
| 3 | Paesi Bassi | 168   |
| 4 | Svizzera    | 154   |
| 5 | Regno Unito | 143   |

## Altri premi ricevuti

### Marcel Bezençon Award
I Marcel Bezençon Awards sono stati assegnati per la prima volta durante l'Eurovision Song Contest 2002 a Tallinn, in Estonia, in onore delle migliori canzoni in competizione nella finale. Fondato da Christer Björkman (rappresentante della Svezia nell'Eurovision Song Contest del 1992 e capo della delegazione per la Svezia fino al 2021) e Richard Herrey (membro del gruppo Herreys e vincitore dalla Svezia nell'Eurovision Song Contest 1984), i premi prendono il nome del creatore del concorso, Marcel Bezençon.
I premi sono suddivisi in 3 categorie:
- Press Award: Per la miglior voce che viene votata dalla stampa durante l'evento.
- Artistic Award: Per il miglior artista, votato fino al 2009 dai vincitori delle scorse edizioni. A partire dal 2010 viene votato dai commentatori.
- Composer Award: Per la miglior composizione musicale che viene votata da una giuria di compositori.

| Anno | Categoria   | Artista       | Canzone             | Compositore                   |
| ---- | ----------- | ------------- | ------------------- | ----------------------------- |
| 2003 | Press Award | Sertab Erener | Everyway That I Can | Demir Demirkan, Sertab Erener |

## Città ospitanti
| Anno | Città    | Luogo             | Presentatori                |
| ---- | -------- | ----------------- | --------------------------- |
| 2004 | Istanbul | Abdi İpekçi Arena | Meltem Cumbul e Korhan Abay |